# Госпорт (Індіана)
Госпорт (англ. Gosport) — місто (англ. town) в США, в окрузі Оуен штату Індіана. Населення — 842 особи (2020).

## Географія
Госпорт розташований за координатами 39°21′3″ пн. ш. 86°39′56″ зх. д. / 39.35083° пн. ш. 86.66556° зх. д. (39.350757, -86.665560).  За даними Бюро перепису населення США в 2010 році місто мало площу 1,00 км², уся площа — суходіл.

## Демографія
Згідно з переписом 2010 року, у місті мешкало 826 осіб у 325 домогосподарствах у складі 202 родин. Густота населення становила 828 осіб/км².  Було 380 помешкань (381/км²).
Расовий склад населення:
| - 98,5 % — білих - 0,7 % — чорних або афроамериканців - 0,1 % — азіатів |

До двох чи більше рас належало 0,6 %. Частка іспаномовних становила 1,0 % від усіх жителів.
За віковим діапазоном населення розподілялося таким чином: 25,8 % — особи молодші 18 років, 57,4 % — особи у віці 18—64 років, 16,8 % — особи у віці 65 років та старші. Медіана віку мешканця становила 38,2 року. На 100 осіб жіночої статі у місті припадало 85,2 чоловіків;  на 100 жінок у віці від 18 років та старших — 86,9 чоловіків також старших 18 років.
Середній дохід на одне домашнє господарство  становив 46 710 доларів США (медіана — 38 977), а середній дохід на одну сім'ю — 59 305 доларів (медіана — 51 375). Медіана доходів становила 40 208 доларів для чоловіків та 32 333 долари для жінок. За межею бідності перебувало 18,5 % осіб, у тому числі 25,5 % дітей у віці до 18 років та 3,0 % осіб у віці 65 років та старших.
Цивільне працевлаштоване населення становило 316 осіб. Основні галузі зайнятості: освіта, охорона здоров'я та соціальна допомога — 33,2 %, виробництво — 21,5 %, публічна адміністрація — 10,1 %, роздрібна торгівля — 7,0 %.